# فيليب إس. الخوري
فيليب إس. الخوري (بالإنجليزية: Philip S. Khoury) هو مؤرخ أمريكي، ولد في 15 أكتوبر 1949 في واشنطن العاصمة في الولايات المتحدة.